# Stentjärnen (Rätans socken, Jämtland)
Stentjärnen är en sjö i Bergs kommun i Jämtland och ingår i Ljusnans huvudavrinningsområde.